# 管櫟
管櫟（羅馬拼音：Guan Yue，1994年1月16日—），中國男歌手，曾经是十二星宿风之少年队长、男子演唱團體UNINE成員，卡司星球旗下藝人。2019年參加愛奇藝偶像男團競演養成類真人秀《青春有你》，最終以第四名成團出道。

## 经历
管栎出生于重庆市江津区，曾就读于白沙中学、江津实验中学，之后考入大连艺术学院。
2014年，他参加广东卫视选秀节目《中国好男儿》，次年1月止步于全国六强。
2019年1月，在節目《青春有你》中，第一次等級評價為B班，等級再評價後上升至A班。
第一次小組比賽表演曲：《隔壁泰山》，與李汶翰、嘉羿、胡春楊、夏瀚宇一同表演。 第二期最青春TOP榜票選為第2名。第二次順位排名為第2名。第三次公演曲：《迷宫》，徐炳超、王喆、胡文煊、丁飞俊、吴承泽、施展、李宗霖共同演唱，並擔當隊長。第11期節目與導師蔡依林、訓練生嘉羿 、馮俊傑 、連淮偉、孫澤霖合作《怪美的》 。
最終舞台公演曲：《暖色》，與嘉羿、徐方舟、邵浩帆、陳濤、施展、姚弛、王喆、李振寧、鄧超元 、吳承澤一同表演。最終以4,938, 914的助力值，以第四名的成績成為組合UNINE的成員。
2019年5月6日，随UNINE成員發行首張EP。同年5月25日起，随UNINE成員一同巡演。
2020年8月，參加超新星運動會第三季，獲得男子射箭金牌。
2020年10月6日，隨UNINE在北京舉辦畢業演唱會，正式從該組合畢業。
2021年12月，參加超新星運動會第四季，獲得男子射箭金牌、冰舞銀牌。

## 音乐作品

### 專輯列表
| 專輯 | 專輯資料                                                      | 專輯曲目                                                  |
| 1st  | 首張EP《UNLOCK》 - 發行日期：2019年5月6日 - 語言：普通話      | 1. Bomba 2. Like A Gentleman 3. 春日記憶                  |
| 2nd  | 第二张EP《UNUSUAL》 - 发行日期：2019年10月21日 - 语言：普通話 | 1. 租辆大巴去月亮 2. SET IT OFF 3. 海水不坠落（Butterfly) |

### 單曲
| 單曲名稱           | 發行日期   | 備註                   |
| 《Always In Love》 | 2019-10-17 | 《沒有秘密的你》片頭曲 |
| 《一次一点点》     | 2019-12-16 | 网剧《闪光少女》推广曲 |
| 《摇啊摇》         | 2020-1-18  | 团体单曲               |

## 影視作品

### 電視劇/網劇
| 首播年度 | 劇名               | 角色           | 備註               |
| 2022     | 夜色倾心           | 冷夜寒         | 網絡短劇           |
| 2022     | 無非是戀愛而已     | 陸一           | 網絡短劇           |
| 2023     | 將嫁               | 蕭玄屹         | 網絡短劇           |
| 2023     | 夜族公子小仙妻     | 玄冥           | 網絡短劇           |
| 2024     | 涅槃郡主           | 趙擎           | 網絡短劇           |
| 2024     | 结婚才可以         | 周衡           | 網絡短劇           |
| 2024     | 唐朝异闻录         | 顧千翎         | 網絡短劇           |
| 2024     | 三生无殇           | 司渊/谢之寻    | 網絡短劇           |
| 2024     | 妆心记             | 林暮玄         | 網絡短劇           |
| 2025     | 似锦               | 沈心儿         | 網絡劇             |
| 2025     | 掌中雀             | 陌雨棠         | 網絡短劇           |
| 2025     | 仿妆               | 慕寒/司逸尘    | 網絡短劇           |
| 2025     | 闪婚后陆总又争又抢 | 陆砚辞         | 網絡短劇           |
| 2025     | 明媒善娶           | 陆竹西         | 網絡劇，2021年拍攝 |
| 2025     | 锦月如歌           | 少女穆红锦夫婿 | 網絡劇             |
| 2025     | 大唐重案组         | 李景年         | 網絡短劇           |

### MV音樂录像带
| 日期           | 曲目           | 专辑名稱    | 歌手  | 備註 |
| 2019年6月24日  | 《Bomba》      | 《UNLOCK》  | UNINE |      |
| 2019年11月19日 | 《SET IT OFF》 | 《UNUSUAL》 | UNINE |      |

### 專屬節目
| 日期                       | 播放频道/平台 | 節目名稱    | 備註    |
| 2019年4月9日-2019年7月21日 | UNINE官方微博 | U&NINE Vlog | 共100期 |

### 綜藝節目
| 年份   | 日期             | 播放頻道/平台 | 節目名稱                   | 備註                           | 出演成员                        |
| 2019年 | 1月21日-4月6日   | 愛奇藝        | 《青春有你》               | 共12期                         | 全员                            |
| 2019年 | 5月9日-6月13日   | 愛奇藝        | 《UNINE蹦吧》              | 共6期                          | 全员                            |
| 2019年 | 5月15日          | CCTV-3        | 《亚洲文化嘉年华》         |                                | 全员                            |
| 2019年 | 7月4日-7月11日   | 愛奇藝        | 《Vlog營業中》             | 第1-2期                        | 全员                            |
| 2019年 | 7月18日-8月1日   | 愛奇藝        | 《UNINE蹦吧－夏日季》      | 共3期                          | 全员                            |
| 2019年 | 8月7日           | CCTV-3        | 《天下有情人》             |                                | 全员                            |
| 2019年 | 9月23日          | CCTV-17       | 《丰收中国》               |                                | 全员                            |
| 2019年 | 10月12日-11月3日 | 腾讯视频      | 《超星新全运会 第二季》    | 共7期                          | 全员                            |
| 2019年 | 12月19日-播出中  | 爱奇艺        | 《Vlog營業中第二季》       | 第1-12期                       | 全员 (除李汶翰、陈宥维、何昶希) |
| 2019年 | 12月26日         | 优酷          | 《益起追光吧》             |                                | 李振宁、管栎、胡春杨            |
| 2019年 | 12月27日         | 湖南卫视      | 《嗨唱转起来》             | 第11期                         | 管栎、嘉羿、何昶希              |
| 2020年 | 1月5日           | 芒果TV        | 《野生厨房第二季》         | 第8期                          | 李振宁、管栎、嘉羿              |
| 2020年 | 1月11日          | CCTV-3        | 《我要上春晚》             |                                | 全员                            |
| 2020年 | 1月22日          | 重庆卫视      | 《2020重庆市春节联欢晚会》 | 歌曲《新年快乐》               | 管栎                            |
| 2020年 | 1月23日          | CCTV-3        | 《2020央视小年夜晚会》     | 歌曲《丰收进行曲》             | 全员                            |
| 2020年 | 1月27日          | CCTV-3        | 《开门大吉》               | 歌曲《十二生肖》和《龙的传人》 | 全员（除陈宥维）                |
| 2021年 | 2月5日-4月9日    | 金鹰卡通      | 《爱上幼儿园》             | 共10期                         | 袁成杰、朱云峰                  |

### 活动見面會/宣傳/發布會
| 日期           | 地點             | 主題                                             | 備註                   |
| 2019年3月31日  | 北京站           | 青春有你·未來可期 愛奇藝VIP千人見面會            | 《青春有你》20強見面會 |
| 2019年5月6日   |                  | 《UNLOCK》 新專輯發布會                          | UNINE所有成員          |
| 2019年5月19日  |                  | *百芒UNINE給你寵愛* 蒙牛真果粒見面會《春日記憶》 | UNINE所有成員          |
| 2019年6月2日   | 澳门站           | 樂華娛樂十周年紀念演唱會                         | UNINE為特别嘉宾        |
| 2019年6月6日   | 西安站           | UNINE西安SKP，Gentle Monster旗舰店品牌開幕活动   | UNINE所有成员          |
| 2019年8月4日   | 北京凱迪拉克中心 | 愛奇藝尖叫之夜演唱會                             | UNINE所有成员          |
| 2019年12月4日  | 名古屋巨蛋       | Mnet亚洲音乐大奖                                 | UNINE所有成员          |
| 2019年12月22日 |                  | 品牌活动                                         | 管栎                   |
| 2020年1月11日  | 北京             | 2019微博之夜                                     | UNINE所有成员          |

## 獎項

### 大型頒獎典禮獎項
| 年份   | 頒獎典禮                | 獎項             |
| 2019年 | 全球华人歌曲排行榜      | 年度最受欢迎新人 |
| 2019年 | ELLEMEN睿士电影英雄盛典 | 年度最佳Idol团体 |
| 2019年 | 2020爱奇艺尖叫之夜      | 年度人气组合歌手 |
| 2019年 | 费加罗风尚盛典          | 年度人气偶像组合 |
| 2019年 | 风格大赏                | 年度偶像组合     |
| 2020年 | 2019微博之夜            | 微博年度进取团体 |

## 外部連結
- 管櫟的新浪微博